# VIIe législature du royaume de Sardaigne

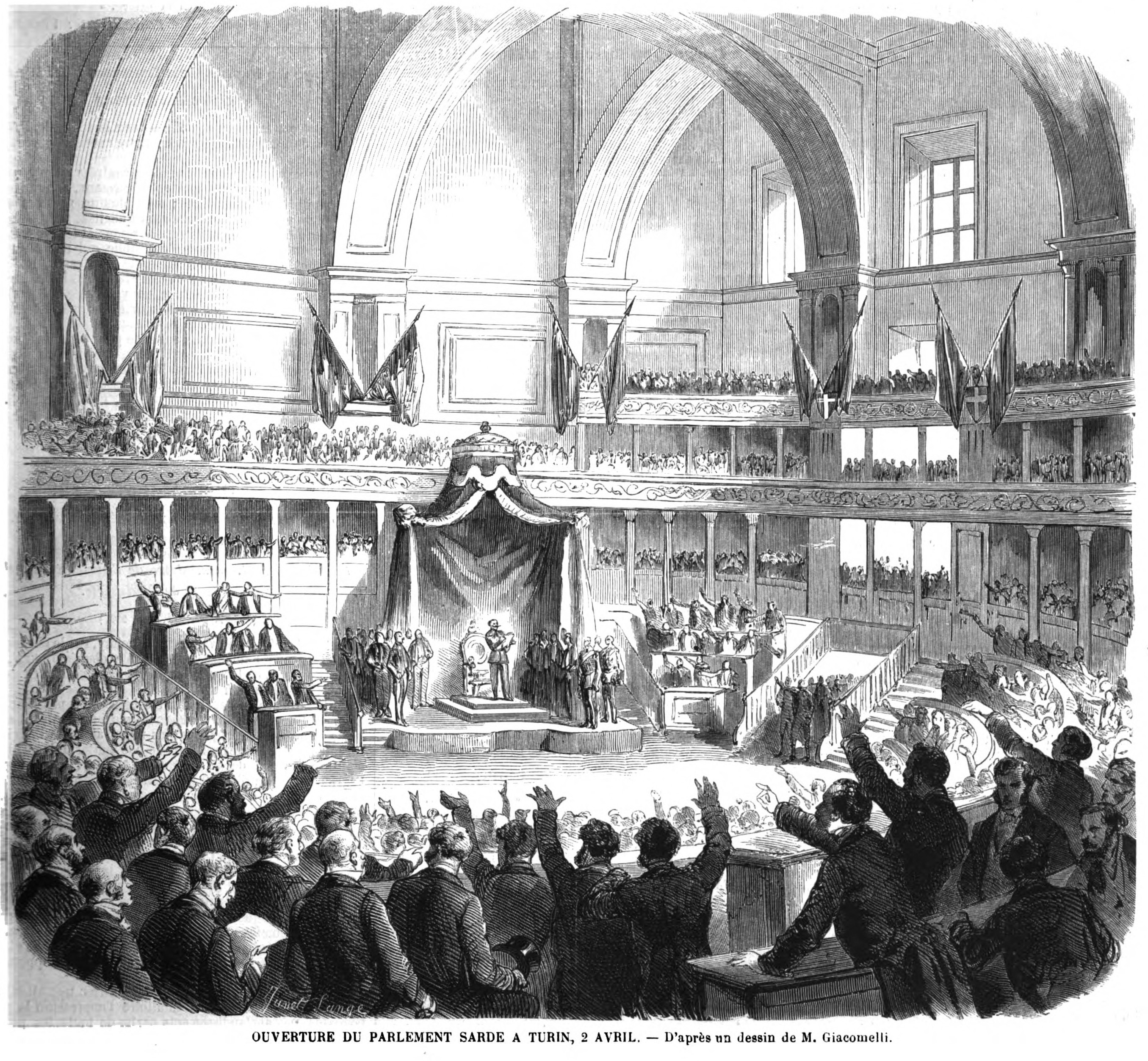
Ouverture du parlement du Royaume de Sardaigne en 1860

La VIIe législature du royaume de Sardaigne (en italien : La VII Legislatura del Regno di Sardegna) est la législature du royaume de Sardaigne qui a été ouverte le 2 avril 1860 et qui s'est fermée le 17 décembre 1860.

## Gouvernement
- Gouvernement Cavour III
  - Du 21 janvier 1860 au 23 mars 1861
  - Président du Conseil des ministres : Camillo Cavour

## Président de la chambre des députés
- Giovanni Lanza
  - Du 2 avril 1860 au 17 décembre 1860

## Président du sénat
- Cesare Alfieri di Sostegno
  - Du 27 mars 1860 au 28 décembre 1860